# Quisquicia sallei
Quisquicia sallei är en mångfotingart som först beskrevs av Henri Saussure 1860.  Quisquicia sallei ingår i släktet Quisquicia och familjen Chelodesmidae. Inga underarter finns listade i Catalogue of Life.